# Bengt Ljungquist
Bengt Helge Ljungquist (Stoccolma, 20 settembre 1912 – Förslöv, 15 luglio 1979) è stato uno schermidore e cavaliere svedese, vincitore di una medaglia d'argento ed una di bronzo nella scherma ai giochi olimpici.
Partecipò alle gare di equitazione a Tokyo 1964.